# Steven De Champs
Steven De Champs, né le 1er décembre 1973 à Mont-Saint-Amand,, est un coureur cycliste belge. Sur piste, il est devenu champion de Belgique de la course aux points et du scratch en 2002. Il a également remporté diverses courses régionales sur route.

## Palmarès

### Palmarès sur route
- 1998
  - Coupe Egide Schoeters
  - 2e du Grand Prix Etienne De Wilde
- 2000
  - 3e du Circuit du Westhoek
- 2001
  - Coupe Egide Schoeters
- 2002
  - 3e de la Wanzele Koerse
- 2003
  - 2e du Grand Prix de Nogent-sur-Oise
  - 2e du Grand Prix de Momignies
  - 2e du Tour Nord-Isère
- 2004
  - 3e du Mémorial Danny Jonckheere
- 2005
  - 2e du Grand Prix des Hauts-de-France

### Palmarès sur piste
| - 1992 - 2e du championnat de Belgique de vitesse juniors - 1994 - 3e du championnat de Belgique du kilomètre amateurs - 3e du championnat de Belgique de vitesse amateurs - 1998 - 3e du championnat de Belgique du kilomètre - 3e du championnat de Belgique de vitesse | - 2001 - 2e du championnat de Belgique de l'américaine - 2e du championnat de Belgique de la course aux points - 2002 - Champion de Belgique de la course aux points - Champion de Belgique du scratch |